# Гуцалюк, Александр Александрович
Александр Александрович Гуцалюк (род. 15 января 1988 года) — российский волейболист, центральный блокирующий.

## Карьера
Родился в посёлке Мостовской (Краснодарский край).
С 2005 года выступал за краснодарское «Динамо».
С 2009 по 2011 год защищал цвета сургутской «Газпром-Югры».
В сезоне 2011/12 года играет в составе казанского «Зенита». Здесь он становится победителем Лиги чемпионов ЕКВ, обладателем Суперкубка России, чемпионом России и финалистом Кубка России.
Сезон 2012/13 года провёл в Новосибирске, в составе «Локомотива», где второй раз становится победителем Лиги чемпионов ЕКВ.
В сезоне 2013/14 года играл в новоуренгойском «Факеле».
В 2014 году возвращается в Казань.
В 2015 году становится чемпионом России, обладателем Кубка России, обладателем Суперкубка России, победителем Лиги чемпионов ЕКВ, финалистом чемпионата мира по волейболу среди клубных команд. При этом на клубном чемпионате мира Гуцалюк был признан лучшим в своём амплуа.
В 2016 году становится чемпионом России и победителем Лига чемпионов ЕКВ, обладателем Суперкубка России.
В 2017 году в составе казанского «Зенита» в пятый раз выиграл Лигу чемпионов ЕКВ, тем самым став самым титулованным игроком турнира.
Привлекается в сборную России. В составе студенческой сборной России был победителем Универсиады 2011 года.
В 2019 году стал игроком новоуренгойского «Факела», куда перешел после сезона, проведенного в белгородском клубе «Белогорье».